# Calophya melanocephala
Calophya melanocephala är en insektsart som beskrevs av Li 1997. Calophya melanocephala ingår i släktet Calophya och familjen Calophyidae. Inga underarter finns listade i Catalogue of Life.